# Верворт, Марике
Марике Верворт (нидерл. Marieke Vervoort; 10 мая 1979, Дист — 22 октября 2019, там же) — бельгийская спортсменка, легкоатлетка. Победительница Паралимпиады-2012 в гонках на колясках (класс T52, 100 м).

## Биография
В подростковом возрасте у Верворт обнаружили неизлечимое прогрессирующие заболевание мышц, из-за которого она более 15 лет была вынуждена передвигаться в инвалидной коляске. В последние годы состояние легкоатлетки ухудшилось: её мучили постоянные боли и приступы эпилепсии. Однажды припадок случился во время приготовления еды, и Верворт получила сильные ожоги ног.
В 2008 году Верворт подписала документы на согласие на эвтаназию (которая легальна в Бельгии).
Верворт стала серебряным призёром Паралимпиады-2016 в гонке на 400 м и бронзовым на 100 м на инвалидных колясках. Перед началом этой Паралимпиады она сообщила, что намерена добровольно уйти из жизни после своего выступления. Однако после завоевания медали Верворт заявила, что её высказывания в бельгийских СМИ были неверно истолкованы. По её словам, возможность суицида для неё в данный момент «абсолютно исключена», она хочет «насладиться жизнью», совершить прыжок с парашютом и полет на истребителе F-16. Марике сказала:
«Если бы у меня на руках не было разрешения на эвтаназию, то думаю, что я бы уже покончила жизнь самоубийством. Если бы эвтаназия была легализована в каждой стране, то было бы меньше самоубийств… Когда плохих дней в моей жизни станет больше, чем хороших, то я воспользуюсь своим правом на эвтаназию. Но время для этого пока не пришло».
В 2015 году получила награду «Фландр»  лучшему фламандскому спортсмену года.
22 октября 2019 года Верворт добровольно ушла из жизни с помощью эвтаназии.